# Motocross Championship
Motocross Championship is een videospel voor het platform Sega 32X. Het spel werd uitgebracht in 1994. 

## Ontvangst
| Beoordeeld door                      | Datum             | Score |
| ------------------------------------ | ----------------- | ----- |
| GameFan Magazine                     | maart 1995        | 84%   |
| GamePro (USA)                        | mei 1995          | 80%   |
| Sega Force                           | 20 juni 1995      | 77%   |
| Video Games & Computer Entertainment | februari 1995     | 60%   |
| Mega Fun                             | maart 1995        | 57%   |
| Game Players                         | maart 1995        | 50%   |
| All Game Guide                       | 2007              | 40%   |
| Sega-16.com                          | 29 december 2005  | 30%   |
| Digital Press - Classic Video Games  | 25 september 2005 | 20%   |
| IGN                                  | 20 november 2008  | 10%   |